# Division
Division is een fictieve organisatie uit de televisieserie Nikita die opgericht werd door de overheid om mogelijke gevaren van buitenaf in de kiem te smoren en zo de overheid volledig veilig te houden. De bedoeling is dat Division volledig geheim blijft en onzichtbaar te werk gaat, dat wil zeggen moorden die gepleegd worden worden verstopt of gemaskeerd als een ongeluk of simpele overval.

## Rekruteren
Aangezien er geen sporen mochten zijn mochten er geen links kunnen gelegd worden. Om dit te kunnen waarmaken plukten ze mensen weg die niemand zou missen. Om te rekruteren halen ze mensen weg uit de gevangenis en ensceneren ze executies. Als dit gebeurd is, wissen ze alle bestaande documenten over de nieuwe rekruut zodat die niet meer bestaat. Deze moet het opleidingsprogramma voltooien. Personen die een negatieve evaluatie krijgen worden door Division geëlimineerd en worden tijdens missies opgeofferd als aas.
Zij die het wel goed doen worden later als agenten ingezet. Sommigen worden Cleaners, sommigen worden te werk gesteld binnen Division als bewaking of trainers en de anderen worden veldagenten wat wil zeggen dat ze een leefwereld moeten creëren in de buitenwereld onder een valse identiteit en regelmatig opgebeld zullen worden voor klusjes voor Division. 

## Ontstaan
Division werd door Percy opgericht om bedreigingen voor de overheid te elimineren. Division wordt gefinancierd door Oversight.

## Corruptie
Percy merkte dat sommige buitenstaanders veel geld boden om van vijanden verlost te geraken en heeft Division corrupt gemaakt. Division luistert niet langer meer naar de overheid maar moordt nu puur voor de hoogste bieders.

## Doel
Sinds de afdwaling worden de agenten gebruikt om op bestelling mensen uit de weg te ruimen, te spioneren, informatie of voorwerpen te stelen en worden verwacht al hun sporen op te ruimen.